# Torneo de Gdynia 2021
El WTA Poland Open 2021 fue un torneo profesional de tenis jugado en canchas de arcilla. Fue la 1ª edición del torneo y formó parte del WTA Tour 2021. Se llevó a cabo en Gdynia (Polonia) entre el 19 y el 25 de julio de 2021.

## Distribución de puntos
| Modalidad           | Campeona | Finalista | Semifinales | Cuartos de final | 2.ª ronda | 1.ª ronda | Clasificadas | 2.ª ronda de clasificación | 1.ª ronda de clasificación |
| Individual femenino | 280      | 180       | 110         | 60               | 30        | 1         | 18           | 12                         | 1                          |
| Dobles femenino     | 280      | 180       | 110         | 60               | 1         | -         | -            | -                          | -                          |

## Cabezas de serie

### Individuales femenino
| Tenista               | Ranking | Preclasificada |
| Yulia Putintseva      | 42      | 1              |
| Tamara Zidanšek       | 50      | 2              |
| Irina-Camelia Begu    | 71      | 3              |
| Tereza Martincová     | 78      | 4              |
| Anna Blinkova         | 82      | 5              |
| Aliaksandra Sasnóvich | 86      | 6              |
| Varvara Gracheva      | 89      | 7              |
| Anhelina Kalinina     | 95      | 8              |
| Nuria Párrizas        | 117     | 9              |
| Irina Bara            | 119     | 10             |
| Olga Govortsova       | 124     | 11             |

- Ranking del 12 de julio de 2021.

### Dobles femenino
| Tenista                                | Ranking | Preclasificada |
| Miyu Kato Renata Voráčová              | 152     | 1              |
| Ekaterine Gorgodze Oksana Kaláshnikova | 189     | 2              |
| Anna Danilina Lidziya Marozava         | 244     | 3              |
| Kateryna Bondarenko Katarzyna Piter    | 254     | 4              |

## Campeonas

### Individual femenino
Maryna Zanevska venció a  Kristína Kučová por 6-4, 7-6(7-4)

### Dobles femenino
Anna Danilina /  Lidziya Marozava vencieron a  Kateryna Bondarenko /  Katarzyna Piter por 6-3, 6-2